# 秋★枝
秋★枝（あきえだ、4月29日 - ）は、日本の漫画家・イラストレーター、同人作家・同人サークル主宰。女性。山口県出身。愛媛大学卒業。「秋☆枝」と表記するのは誤り。

## 人物
珈琲、紅茶、日本の犬猫、寝ることが好き。第二の故郷を愛媛県の松山市としている。スピッツ、the pillows、さまぁ〜ずの大ファンであると公言している。作品内には眼鏡のキャラクターが登場することが多い。
同人サークル『ロケット燃料★21』という個人サークルを開いており、東方Projectなどの二次創作を行い、後に『東方儚月抄』で漫画を担当することになった。
猫カフェに通うほど猫や犬などの動物が好き。

## 作品一覧

### 漫画

#### 連載
- 東方儚月抄 〜 Silent Sinner in Blue.（原作：ZUN、『月刊ComicREX』2007年7月号 - 2009年5月号、全3巻）
- ワンシーン（『まんがタイムファミリー』2007年7月号 - 2009年6月号、単行本『的中!青春100%』に併録）
- 純真ミラクル100%（『コミックエール!』2007年Vol.1 - 2009年Vol.12、『まんがタイムきららフォワード』2009年8月号 - 2010年12月号、全5巻）
- 煩悩寺（『月刊コミックフラッパー』2008年5月号 - 2012年11月号、全3巻）
- ハナコ@ラバトリー（原作：施川ユウキ、『月刊コミックラッシュ』2010年5月号 - 2012年1月号、全2巻）
- 的中!青春100%（『まんがタイムファミリー』2010年6月号 - 2012年1月号、全1巻）
- 恋愛視角化現象（『ウルトラジャンプエッグ』2011年3月 - 2012年6月、全2巻）
- Wizard's Soul 〜恋の聖戦〜（『月刊コミックフラッパー』2013年8月号 - 2015年8月号、全4巻）
- 恋愛ソフィスティケート（『Kiss PLUS』2013年9月号 - 2014年3月号）
- 恋は光（『ウルトラジャンプ』2013年11月号 - 2017年10月号、全7巻）
- 俺の彼女が×××を期待していて正直困る（『ヤングコミック』2014年1月号 - 2014年7月号、全1巻）
- 起きてください、草壁さん（『月刊コミックフラッパー』2018年3月号 - 2019年4月号、全2巻）
- 放課後メタバース（『月刊コミックフラッパー』2022年12月号 - 2025年1月号、全2巻）
- ギャル神官はリザレがダルい（『サンデーうぇぶり』2025年8月14日[3] - ）

#### 読切
- 先生+（『コミックZERO-SUM増刊WARD』2007WINTER Vol.15）
- 恋のはじまり（『E☆2』2006 Vol.6）
- 東方求聞史紀 〜記憶する幻想郷〜（原作：ZUN、『Comic REX』2006年12月号）
- Signorina Cultivation 〜お嬢様栽培〜（『ウルトラジャンプエッグ』）
- ふへんの日々（『つぼみ』Vol.3 - Vol.4）※『メバエ』Vol.2に再録。また、『俺の彼女が×××を期待していて正直困る』にも再録及び続編収録。

### 挿絵
- 東方求聞史紀 〜 Perfect Memento in Strict Sense.（著：ZUN）

挿絵担当として秋★枝以外にも数名が参加している。
- トンデモ探偵団 作戦1-3（著：依田逸夫）

### イラスト
- 「四季（冬）」（『ガンガンONLINE』2008年12月11日）
- 「デュエル・マスターズ」
  - 「天真妖精オチャッピィ」（『超ブラック・ボックス・パック』2016年1月30日）
  - 「大樹王 ギガンディダノス」[4]（『禁断龍VS禁断竜』2021年9月25日）
  - 　「凶鬼卍号　メラヴォルガル」（『魔覇革命』2023年9月16日）